# Minamioguni, Kumamoto
Minamioguni (南小国町 Minamioguni-machi) là thị trấn thuộc huyện Aso, tỉnh Kumamoto, Nhật Bản. Tính đến ngày 1 tháng 10 năm 2020, dân số ước tính thị trấn là 3.750 người và mật độ dân số là 32 người/km2. Tổng diện tích thị trấn là 115,9 km2.

## Địa lý

### Khí hậu
| Dữ liệu khí hậu của Minamioguni, Kumamoto | Dữ liệu khí hậu của Minamioguni, Kumamoto | Dữ liệu khí hậu của Minamioguni, Kumamoto | Dữ liệu khí hậu của Minamioguni, Kumamoto | Dữ liệu khí hậu của Minamioguni, Kumamoto | Dữ liệu khí hậu của Minamioguni, Kumamoto | Dữ liệu khí hậu của Minamioguni, Kumamoto | Dữ liệu khí hậu của Minamioguni, Kumamoto | Dữ liệu khí hậu của Minamioguni, Kumamoto | Dữ liệu khí hậu của Minamioguni, Kumamoto | Dữ liệu khí hậu của Minamioguni, Kumamoto | Dữ liệu khí hậu của Minamioguni, Kumamoto | Dữ liệu khí hậu của Minamioguni, Kumamoto | Dữ liệu khí hậu của Minamioguni, Kumamoto |
| Tháng                                     | 1                                         | 2                                         | 3                                         | 4                                         | 5                                         | 6                                         | 7                                         | 8                                         | 9                                         | 10                                        | 11                                        | 12                                        | Năm                                       |
| ----------------------------------------- | ----------------------------------------- | ----------------------------------------- | ----------------------------------------- | ----------------------------------------- | ----------------------------------------- | ----------------------------------------- | ----------------------------------------- | ----------------------------------------- | ----------------------------------------- | ----------------------------------------- | ----------------------------------------- | ----------------------------------------- | ----------------------------------------- |
| Cao kỉ lục °C (°F)                        | 18.8 (65.8)                               | 22.7 (72.9)                               | 24.6 (76.3)                               | 30.1 (86.2)                               | 32.5 (90.5)                               | 33.4 (92.1)                               | 36.1 (97.0)                               | 36.5 (97.7)                               | 33.7 (92.7)                               | 31.4 (88.5)                               | 25.5 (77.9)                               | 21.7 (71.1)                               | 36.5 (97.7)                               |
| Trung bình ngày tối đa °C (°F)            | 7.6 (45.7)                                | 9.6 (49.3)                                | 13.5 (56.3)                               | 19.2 (66.6)                               | 23.9 (75.0)                               | 25.8 (78.4)                               | 29.4 (84.9)                               | 30.5 (86.9)                               | 26.9 (80.4)                               | 21.8 (71.2)                               | 16.0 (60.8)                               | 10.0 (50.0)                               | 19.5 (67.1)                               |
| Trung bình ngày °C (°F)                   | 1.8 (35.2)                                | 3.2 (37.8)                                | 6.8 (44.2)                                | 12.0 (53.6)                               | 16.9 (62.4)                               | 20.5 (68.9)                               | 24.2 (75.6)                               | 24.5 (76.1)                               | 20.9 (69.6)                               | 14.8 (58.6)                               | 9.0 (48.2)                                | 3.6 (38.5)                                | 13.2 (55.7)                               |
| Tối thiểu trung bình ngày °C (°F)         | −2.8 (27.0)                               | −2.1 (28.2)                               | 0.9 (33.6)                                | 5.3 (41.5)                                | 10.7 (51.3)                               | 16.2 (61.2)                               | 20.3 (68.5)                               | 20.3 (68.5)                               | 16.3 (61.3)                               | 9.4 (48.9)                                | 3.5 (38.3)                                | −1.3 (29.7)                               | 8.1 (46.5)                                |
| Thấp kỉ lục °C (°F)                       | −12.9 (8.8)                               | −13.8 (7.2)                               | −8.9 (16.0)                               | −5.1 (22.8)                               | −0.6 (30.9)                               | 5.0 (41.0)                                | 10.1 (50.2)                               | 12.5 (54.5)                               | 2.9 (37.2)                                | −2.4 (27.7)                               | −5.4 (22.3)                               | −9.7 (14.5)                               | −13.8 (7.2)                               |
| Lượng Giáng thủy trung bình mm (inches)   | 73.8 (2.91)                               | 107.6 (4.24)                              | 161.8 (6.37)                              | 165.8 (6.53)                              | 197.5 (7.78)                              | 518.2 (20.40)                             | 490.5 (19.31)                             | 235.0 (9.25)                              | 206.0 (8.11)                              | 102.0 (4.02)                              | 92.8 (3.65)                               | 70.7 (2.78)                               | 2.421,5 (95.33)                           |
| Số ngày giáng thủy trung bình (≥ 1.0 mm)  | 8.4                                       | 9.5                                       | 12.1                                      | 11.1                                      | 10.7                                      | 15.5                                      | 15.6                                      | 12.6                                      | 10.9                                      | 8.3                                       | 8.5                                       | 8.3                                       | 131.5                                     |
| Số giờ nắng trung bình tháng              | 111.8                                     | 120.9                                     | 148.8                                     | 168.0                                     | 175.3                                     | 107.8                                     | 135.9                                     | 156.7                                     | 131.7                                     | 159.7                                     | 135.8                                     | 118.2                                     | 1.672,6                                   |
| Nguồn: Cục Khí tượng Nhật Bản             |                                           |                                           |                                           |                                           |                                           |                                           |                                           |                                           |                                           |                                           |                                           |                                           |                                           |